# Міністерство культури і туризму України
Міністерство культури і туризму України (МКТ) — колишнє міністерство в Україні. Існувало з 16 травня 2005 року до 9 грудня 2010 року. Реорганізоване в Міністерство культури України.
МКТ з 16 травня 2005 року до 9 грудня 2010 року було головним органом у системі центральних органів виконавчої влади із забезпечення проведення державної політики у сфері культури, туризму, а також державної мовної політики.
Міністерство також встановлювало положення для національних закладів культури встановлених урядом і провадило порядок занесення об'єктів культурної спадщини до «Державного реєстру національного культурного надбання».

## Основні завдання
1. участь у формуванні та забезпечення реалізації державної політики у сфері культури, туризму, діяльності курортів, а також державної мовної політики;
2. участь у формуванні та реалізації державної політики у сфері захисту суспільної моралі;
3. координація здійснення центральними органами виконавчої влади заходів з питань, що належать до його компетенції;
4. сприяння створенню умов для задоволення національно-культурних потреб громадян України та українців, які проживають за межами України, збереженню і популяризації культурних надбань Українського народу; здійснення міжнародного співробітництва з питань, що належать до компетенції Міністерства.

## Відділ аналізу та прогнозування музейної справи
У Міністерстві був відділ аналізу та прогнозування музейної справи. Однак (станом на травень 2010) було лише десять музейних установ, які безпосередньо належать до сфери управління Міністерства:
1. Національний музей історії України[5]
2. Меморіальний комплекс «Національний музей історії України у Другій світовій війні»
3. Національний художній музей України
4. Національний музей літератури України
5. Національний музей Тараса Шевченка
6. Національний науково-дослідний реставраційний центр України
7. Національний музей-заповідник українського гончарства в Опішному
8. Національний музей у Львові імені Андрея Шептицького
9. Львівська галерея мистецтв
10. Дирекція художніх виставок України